# Ben Halloran
Benjamin "Ben" Halloran (Cairns, 14 juni 1992) is een Australisch voetballer die doorgaans speelt als middenvelder. In juli 2024 verruilde hij Adelaide United voor Brisbane Roar. Halloran maakte in 2014 zijn debuut in het Australisch voetbalelftal.

## Clubcarrière
Halloran debuteerde op 29 augustus 2010 voor Gold Coast United, toen er met 0–1 verloren werd tegen Melbourne Victory. De middenvelder zou uiteindelijk twee seizoenen bij Gold Coast United blijven. In de zomer van 2012 verkaste hij namelijk naar Brisbane Roar, waar hij een driejarige verbintenis ondertekende. Op 22 mei 2013 wisselde Halloran opnieuw van club; het Duitse Fortuna Düsseldorf werd zijn nieuwe werkgever. Twee jaar later verkaste hij binnen Duitsland naar 1. FC Heidenheim. In januari 2018 maakte de Australiër de overstap naar het Japanse V-Varen Nagasaki, waar hij voor één jaar tekende. Na een halfjaar werd Adelaide United de nieuwe club van Halloran. In januari 2022 verkaste de Australiër naar FC Seoul. Later dat jaar keerde hij weer terug bij Adelaide United. Na afloop van deze verbintenis verkaste Halloran transfervrij naar zijn oude club Brisbane Roar.

## Interlandcarrière
Halloran maakte zijn debuut in het Australisch voetbalelftal op 26 mei 2014, toen er met 1–1 werd gelijkgespeeld tegen Zuid-Afrika. Op 3 juni 2014 werd bekend dat de middenvelder was opgeroepen voor de Australische selectie op het WK 2014 in Brazilië.
| Interlands van Ben Halloran voor Australië | Interlands van Ben Halloran voor Australië | Interlands van Ben Halloran voor Australië | Interlands van Ben Halloran voor Australië | Interlands van Ben Halloran voor Australië | Interlands van Ben Halloran voor Australië | Interlands van Ben Halloran voor Australië |
| №                                          | Datum                                      | Wedstrijd                                  | Uitslag                                    | Competitie                                 | Goals                                      |                                            |
| Als speler bij Fortuna Düsseldorf          | Als speler bij Fortuna Düsseldorf          | Als speler bij Fortuna Düsseldorf          | Als speler bij Fortuna Düsseldorf          | Als speler bij Fortuna Düsseldorf          | Als speler bij Fortuna Düsseldorf          |                                            |
| ------------------------------------------ | ------------------------------------------ | ------------------------------------------ | ------------------------------------------ | ------------------------------------------ | ------------------------------------------ | ------------------------------------------ |
| 1                                          | 26 mei 2014                                | Australië – Zuid-Afrika                    | 1 – 1                                      | Vriendschappelijk                          |                                            |                                            |
| 2                                          | 6 juni 2014                                | Kroatië – Australië                        | 1 – 0                                      | Vriendschappelijk                          |                                            |                                            |
| 3                                          | 13 juni 2014                               | Chili – Australië                          | 3 – 1                                      | WK 2014                                    |                                            |                                            |
| 4                                          | 18 juni 2014                               | Australië – Nederland                      | 2 – 3                                      | WK 2014                                    |                                            |                                            |
| 5                                          | 23 juni 2014                               | Australië – Spanje                         | 0 – 3                                      | WK 2014                                    |                                            |                                            |
| 6                                          | 4 september 2014                           | België – Australië                         | 2 – 0                                      | Vriendschappelijk                          |                                            |                                            |

Bijgewerkt op 21 juli 2024.